# Cực nam Mặt Trăng

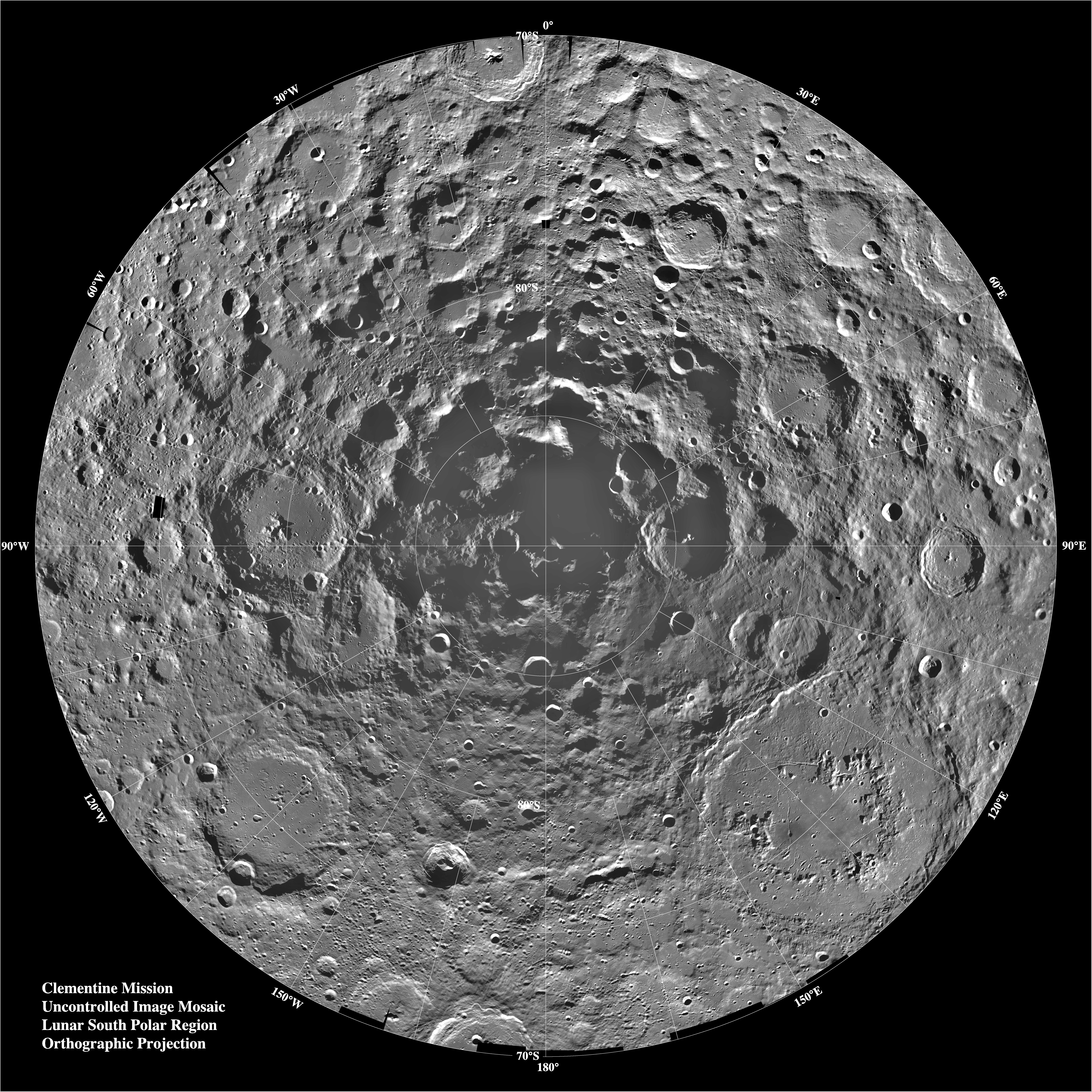
Vùng cực nam Mặt Trăng (>70°S): ảnh tổng hợp của ~1500 bức ảnh chụp bởi tàu vũ trụ Clementine.

Cực nam Mặt Trăng là điểm xa nhất về phía nam trên Mặt Trăng, ở tọa độ 90° nam. Nó có được sự quan tâm đặc biệt của các nhà khoa học bởi sự hiện diện của băng nước ở những khu vực bóng tối vĩnh cửu xung quanh nó. Vùng cực nam Mặt Trăng có những miệng hố đặc biệt ở chỗ ánh sáng Mặt Trời gần như thường trực không thể chiếu tới bên trong chúng. Những miệng hố như vậy đóng vai trò là những hố bẫy lạnh bảo quản dấu ấn hóa thạch của hydro, băng nước, và những chất dễ bay hơi khác có niên đại từ khởi đầu của hệ Mặt Trời. Ngược lại, vùng cực bắc Mặt Trăng cho thấy một số lượng những hố được che chắn như vậy thấp hơn nhiều.

## Địa lý

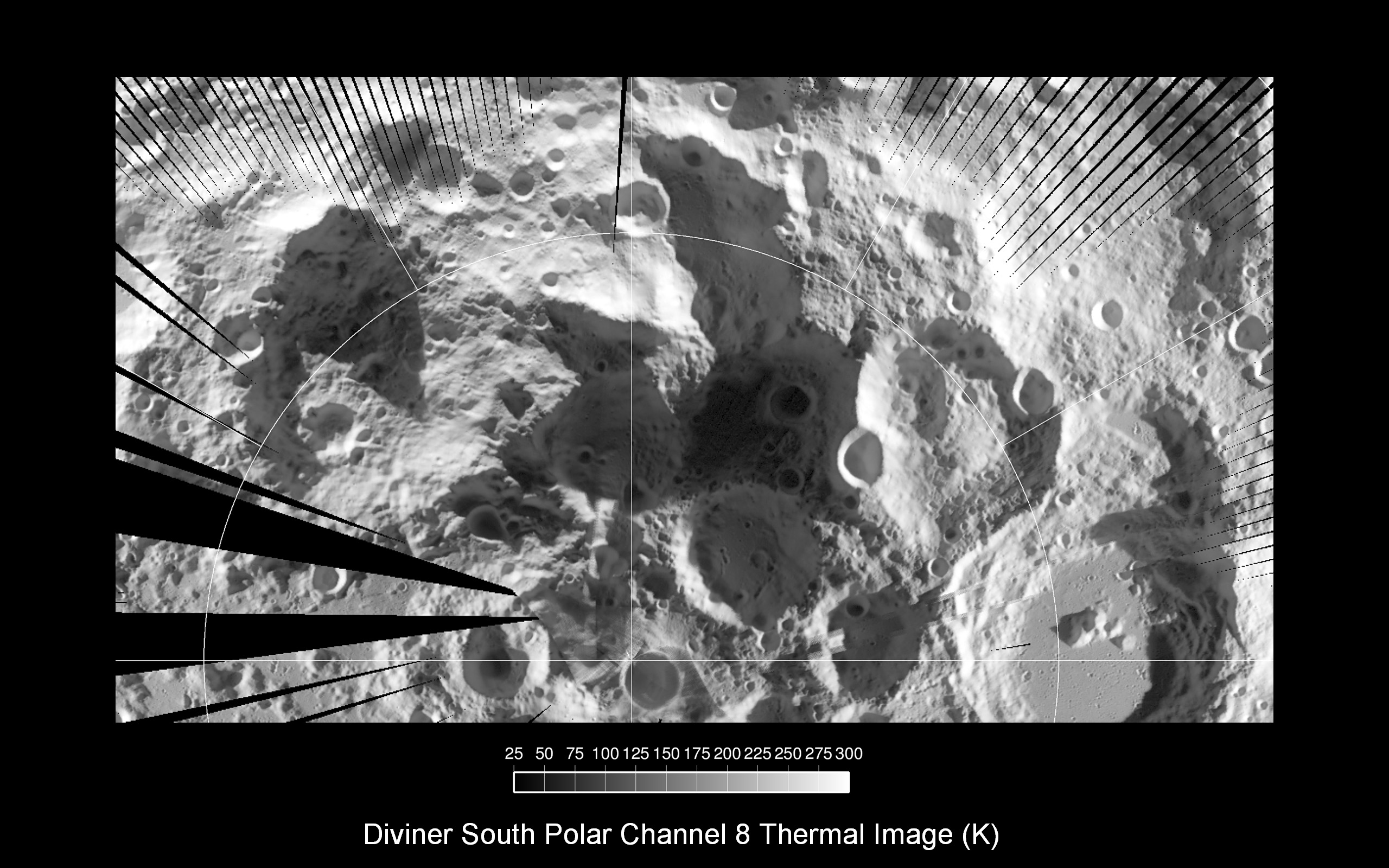
Vùng cực nam Mặt Trăng, ảnh được ghi bởi máy đo Diviner.

Cực nam Mặt Trăng nằm ở vị trí tâm của vòng cực nam (80°N tới 90°N). Cực nam Mặt Trăng đã dịch chuyển 5 độ từ vị trí ban đầu của nó cách đây hàng tỉ năm trước. Sự dịch chuyển này đã thay đổi trục quay của Mặt Trăng, cho phép ánh sáng Mặt Trời chiếu vào những khu vực nằm trong bóng tối trước đây, nhưng cực nam Mặt Trăng vẫn có một số khu vực nằm trong bóng tối hoàn toàn. Trục quay Mặt Trăng hợp với mặt phẳng hoàng đạo một góc 88,5 độ. Ngược lại, tương tự cực nam cũng chứa những khu vực thường trực nằm trong sự chiếu sáng của ánh sáng Mặt Trời. Vùng cực nam chứa nhiều miệng hố và bồn địa, chẳng hạn bồn địa Nam Cực–Aitken, dường như là một trong những đặc điểm quan trọng nhất của Mặt Trăng, và những ngọn núi, chẳng hạn như Đỉnh Epsilon ở độ cao 9050 km, cao hơn bất kỳ ngọn núi nào trên Trái Đất Nhiệt độ trung bình ở cực nam Mặt Trăng xấp xỉ 260 K (−13 °C; 8 °F).

### Miệng hố
Trục quay của Mặt Trăng đi qua hố Shackleton. Những miệng hố đáng chú ý gần cực nam Mặt Trăng nhất, trong đó có những hố bóng tối vĩnh cửu bao gồm hố De Gerlache, Sverdrup, Shoemaker, Faustini, Haworth, Nobile, và Cabeus.

## Những khám phá

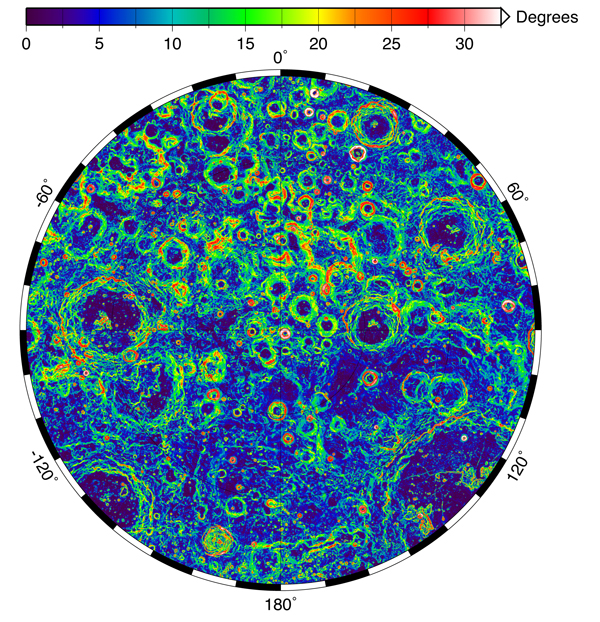
Độ dốc địa hình được tìm thấy gần cực nam của Mặt Trăng.

### Sự chiếu sáng
Do độ nghiêng trục quay thấp so với xích đạo của Mặt Trăng (1,5 độ), cực nam Mặt Trăng có một vùng mà vành của các miệng hố được phô bày dưới sự chiếu sáng gần như thường trực của Mặt Trời, tuy nhiên bên trong của những hố này bị che phủ vĩnh viễn khỏi ánh Mặt Trời. Sự chiếu sáng của khu vực được nghiên cứu nhờ sử dụng các mô hình kỹ thuật số phân giải cao được tạo ra từ các dữ liệu của máy thăm dò Lunar Reconnaissance Orbiter. Bề mặt của cực nam Mặt Trăng cũng có thể phản xạ gió Mặt Trời dưới dạng các nguyên tử trung hòa mang năng lượng. Trên trung bình, 16% trong số những nguyên tử này đã từng là các proton với vị trí thay đổi. Các nguyên tử này tạo ra một tổng thông lượng các nguyên tử hydro tán xạ ngược do lượng plasma phản xạ tồn tại trên bề mặt của Mặt Trăng. Chúng cũng cho thấy đường ranh giới và động lực từ trường trong các vùng của các nguyên tử trung hòa này trên bề mặt Mặt Trăng.